# 舞浜地ビール工房ハーヴェスト・ムーン
舞浜地ビール工房ハーヴェスト・ムーン（まいはまじびーるこうぼうハーヴェスト・ムーン）は、株式会社イクスピアリが経営する千葉県浦安市舞浜にある地ビールのブルワリーである。
ビールのブランド名はハーヴェスト・ムーンであり、同社が経営・運営するショッピングモールイクスピアリ内で醸造されている。

## 詳細
舞浜地ビール工房ハーヴェスト・ムーンは、1996年のイクスピアリの開発時にイクスピアリ内に地ビールレストランを計画し、株式会社オリエンタルランドの社員内から立候補を募ることから始まった。1999年3月4日の株式会社イクスピアリ設立を経て、2000年7月からビールの醸造を開始。地ビールでは珍しく4年の準備期間を経て醸造を開始したブルワリーである。2003年3月28日、株式会社イクスピアリがビールおよび発泡酒の永久免許を取得した。
ビール職人の中には、日本には数名しかいないと言われるビアテイスター最高位資格であるマスター・ビアジャッジ資格を有する者もいる。
ハーヴェスト・ムーンのビールは、イクスピアリ内の地ビールレストランであるロティズ・ハウスで醸造タンク直結のサーバーから注がれるビールが飲めるほか、イクスピアリ内の他店や東京ディズニーシー内の一部レストラン、ディズニーホテル内の一部レストランでも飲むことができる。
瓶詰めしたものも販売されており、前述のロティズ・ハウス他、東京ディズニーリゾート・パートナーホテル併設のコンビニエンスストアでも取り扱っている。

## ビール
一年を通して醸造されている5種類のレギュラービールの他、限定醸造のビールがある。

### レギュラービール
ジャパン・アジア・ビアカップなどで受賞歴が多数ある。
ペールエール
スタイルはペールエール
ブラウンエール
スタイルはアメリカンスタイルブラウンエール
シュバルツ
スタイルはシュヴァルツ
ピルスナー
スタイルはピルスナー
ベルジャンスタイルウィート
スタイルはベルジャンスタイルホワイト

### 限定醸造ビール
ジャパン・アジア・ビアカップ、インターナショナル・ビア・コンペティション、The International Brewing Awardsなどで受賞歴が多数ある。
バーリーワイン
スタイルはバーレーワイン
ゆずエール
フレーバービール
秋麦（あきむぎ）
スタイルはベルジャンスタイルホワイト

### 受賞歴
アジア・ビアカップ（日本地ビール協会主催）
2015
- ピルスナー - ゴールド賞
- シュバルツ - ブロンズ賞